# Zamknąć za sobą drzwi
Zamknąć za sobą drzwi – polski film kryminalny z 1987 w reżyserii Krzysztofa Szmagiera.

## Obsada
- Bronisław Cieślak jako porucznik Sławomir Borewicz
- Jerzy Rogalski jako porucznik Waldemar Jaszczuk, siostrzeniec porucznika Zubka
- Zdzisław Tobiasz jako major Wołczyk
- Piotr Fronczewski jako porucznik Paul (Paweł) Kopiński, „Kopi”
- Hanna Dunowska jako sierżant Anna Sikora, następczyni Ewy Olszańskiej
- Jan Janga-Tomaszewski jako Oscar Thomas „Cappuccino”
- Robert Nowosadzki jako Adolf Kranz, człowiek „Cappuccina”
- Anna Mozolanka jako pielęgniarka opatrująca rannego Kopińskiego
- Andrzej Szaciłło jako lekarz opatrujący rannego Kopińskiego
- Lech Sołuba jako dyżurny w „kontroli lotów”
- Aleksander Mikołajczak jako Olszewski, oficer w „kontroli lotów”
- Marlena Miarczyńska jako pilotka helikoptera milicyjnego, romansująca z Borewiczem podczas służby
- Lidia Bartnik-Kubat jako wywiadowczyni MO śledząca Kopińskiego
- Andrzej Niemirski jako wywiadowca MO na stacji benzynowej
- Jacek Domański jako pracownik CPN
- Grażyna Wolszczak jako Jovita Popovic, kapitan wydziału do walki z narkotykami policji jugosłowiańskiej
- Tatiana Sosna-Sarno jako Danka, gospodyni w leśniczówce „Bobrowisko” wynajmująca pokoje Jugosłowianom
- Jerzy Molga jako kochanek Danki
- Agata Rzeszewska jako prostytutka towarzysząca Jugosłowianom
- Maciej Pietrzyk jako Ivo Babic, współpracownik „Cappuccina”
- Sławomir Jóźwik jako Jugosłowianin, człowiek Babica
- Aleksander Gawroński jako pijany pracownik lądowiska
- Jerzy Dziewulski jako komandos aresztujący Jugosłowian
- Andrzej Żółkiewski jako milicjant
- Danuta Borsuk jako kobieta
- Jacek Rąbiński jako Jacek Pawłowski, chłopiec w lesie
- Obsada dubbingu: Mariusz Gorczyński jako komandos pomagający Borewiczowi na pokładzie śmigłowca

## Produkcja
Pierwowzorem historii była powieść Biała karawana autorstwa Juliusza Grodzińskiego. Pierwotnie materiał filmu stanowił treść odcinka 19 serialu 07 zgłoś się, wyprodukowany w 1987, a mający premierę w 1989.
W międzyczasie, bazując na materiale tego odcinka Telewizja Polska wspólnie ze Studiem Filmowym „Kadr” wyprodukowała film fabularny pod tym samym tytułem, przeznaczony do rozpowszechniania na ekranach kin. Dystrybutor dokonał wyboru tego odcinka, mając na względzie grających w nim główne role Bronisława Cieślaka i Piotra Fronczewskiego, co miało zapewnić wysoką frekwencję widzów. Swoje niezadowolenie z tej decyzji, a także ze stworzonej treści samego filmu, trwającego 90 minut, wyraził reżyser Krzysztof Szmagier. Pierwszy krajowy pokaz tego filmu o charakterze nieoficjalnym odbył się w drugim kwartale 1988 w Tarnowie. Oficjalna premiera odbyła się 11 lipca 1988 w Warszawie.
Początkowa scena filmu był kręcona w Nowym Jorku na Manhattanie. W tym celu do Stanów Zjednoczonych na jeden dzień zdjęciowy udała się trzyosobowa ekipa filmowa, mając na celu sfilmowanie krótkiego spaceru głównego bohatera (Paula Kopińskiego). Wcześniej wystosowano do burmistrza Nowego Jorku (Eda Kocha) wniosek o zgodę na zdjęcia do serialu kryminalnego, po czym władze miasta zażądały wpłaty kosztu ubezpieczenia interesu miasta w wysokości 1,5 mln dolarów, biorąc pod uwagę typowe sceny takich produkcji (strzelaniny, wybuchy itd.). Jako że takie sceny nie były przewidziane, ostatecznie kwotę obniżono do kilku tysięcy dolarów, z czego większość pokryła prywatna firma, zaś producenci serialu przekazali na ten cel 300 dolarów.
Pozostałe sceny filmu były kręcone w Mińsku Mazowieckim i na drogowym odcinku lotniskowym „Kliniska" na drodze nr 142 pod Szczecinem.
W 1988 film trafił do sekcji handlowej festiwalu w Cannes.

## Fabuła
Paweł Kopiński, emerytowany nowojorski policjant pochodzenia polskiego z 26-letnim stażem jest jednym z asów do walki z narkotykami (handlarze narkotyków nazywają go „Wściekły Kojot”) i nienawidzi „białego proszku”. Przed 10 laty w niewyjaśnionych okolicznościach została zabita jego wówczas 28-letnia żona Lucy (Kopiński twierdzi, że zrobił to gang handlarzy opium). Obecnie policjant jest na rencie (w praktyce na emeryturze) na podstawie orzeczenia komisji lekarskiej (rak trzustki – poważna choroba wywołująca ataki, które Kopiński uśmierza zastrzykami z morfiny). Postanawia udać się do Polski na urlop. Przed granicą z Polską, za miejscowością Treplin (NRD), spotyka znajomych gangsterów amerykańskich, „Cappuccino” i Kranza. Już w Polsce napotyka ich w lesie – bandyci ranią go, a następnie unieruchamiają w pojeździe, ustawiają w nim bombę zegarową i odjeżdżają. Z opresji ratuje go miejscowy chłopiec, Jacek Pawłowski. Po opatrzeniu ran policjanta zatrzymuje polska milicja, a przesłuchuje go Borewicz. Kopiński dzieli się z nim ważnymi informacjami (m.in. o przyszłej transakcji handlarzy). Zostaje zwolniony, przy czym Borewicz pozwala Kopińskiemu śledzić gangsterów, jednak milicja usiłuje obserwować jego dalszą podróż. W tym czasie Borewicz zyskuje nową współpracowniczkę – sierżant Annę Sikorę, która zastępuje Ewę Olszańską. W leśniczówce Bobrowisko na Mazurach na handlarzy czeka grupa jugosłowiańskich i tureckich przemytników, którzy korzystają z dobrze zorganizowanego szlaku przerzutu narkotyków ukrytych w łodzi. Do kryjówki gangsterów wkracza Kopiński, który zatapia łódź i niszczy samochody przemytników. Razem z brygadą antyterrorystyczną Borewicz aresztuje Jugosłowian z leśniczówki. Adolf Kranz ginie z ręki Kopińskiego, natomiast „Cappuccino” ratuje się ucieczką. Kopiński spotyka go w lesie i proponuje mu wspólną ucieczkę do Szwecji porwanym samolotem rolniczym. Następnie kradną samolot i uciekają nad Morzem Bałtyckim. Jednak Kopiński ma swój plan, zamierza rozbić samolot w akcie zemsty za śmierć żony. W czasie lotu kontaktuje się jeszcze z Borewiczem i prosi o wstrzymanie pościgu, gdyż ostatnią rundę walki z gangsterem chce rozegrać po swojemu i tym samym „zamknąć za sobą drzwi”.